# Margarete Schütte-Lihotzky
Margarete Schütte-Lihotzky ( 23. ledna 1897 Vídeň-Margareten – 18. ledna 2000 Vídeň) byla rakouská architektka. Patřila mezi první ženy, které vystudovaly architekturu v Rakousku a pravděpodobně byla první ženou, která se vystudované profesi věnovala. Řadu let žila a pracovala v Německu, Sovětském svazu a Turecku. Proslavil ji návrh „Frankfurtská kuchyně“, který vytvořila v rámci projektů Nový Frankfurt mezi lety 1925–1930. Jako jedna z prvních architektek se byla aktivní v prosazování změn při racionalizaci bydlení se zaměřením na potřeby pracující ženy. Věnovala se také publikační činnosti. Angažovala se v Komunistické straně Rakouska a během druhé světové války byla gestapem vězněna. Za svoji architektonickou práci získala řadu ocenění.

## Životopis

### Rodina a vzdělání
Margarete Lihotzky pocházela ze středostavovské vídeňské rodiny. Otec Erwin Lihotzky (1856–1923) byl liberálně smýšlející státní úředník s pacifistickými sklony, který přivítal rozpad habsburské říše a založení republiky v roce 1918. Matka Julie, rozená Bodeová (1866–1924), byla příbuzná německého filologa a spisovatele Wilhelma von Bode. Dědeček Gustav Lihotzky byl starostou Černovice, hlavního města C. k. korunní země Bukovina. Později působil jako dvorní rada na vídeňském Ministerstvu spravedlnosti.
Margarete Lihotzky studovala v letech 1915 až 1919 na Kunstgewerbeschule (Škola užitého umění) ve Vídni. Architekturu studovala u Oskara Strnada (1879–1935) a pozemní stavitelství u Heinricha Tessenowa (1876–1950). Architekt Strnad přivedl studentku Margarete k účasti v soutěži „dělnické bydlení“. V roce 1917 se zúčastnila soutěže a poprvé se tak setkala s tématem sociálního bydlení. Za svůj projekt obdržela Cenu Maxe Mauthnera.

### Vídeň a Frankfurt nad Mohanem

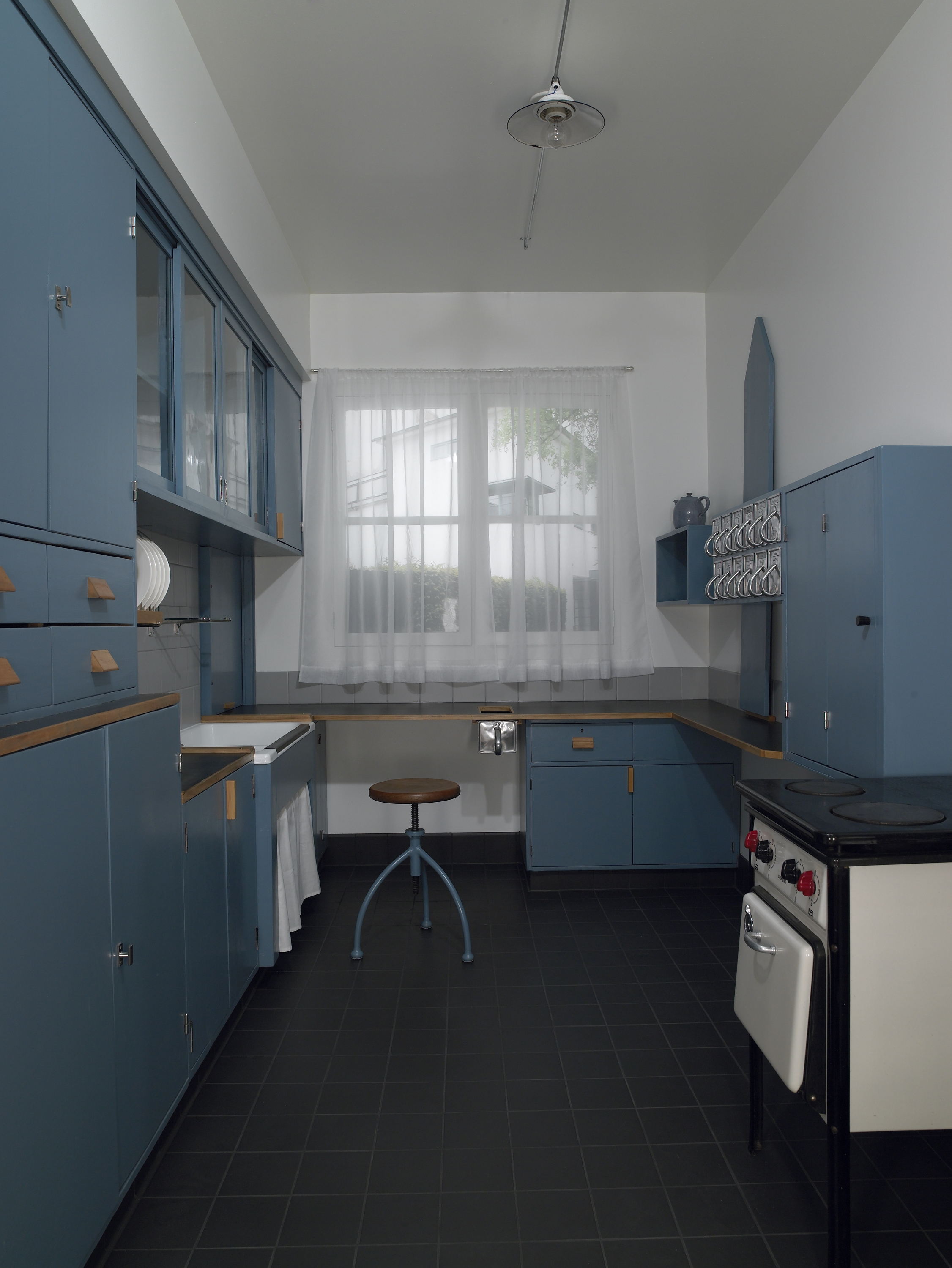
Frankfurtská kuchyně z roku 1926

Ve Strnadově ateliéru absolvovala praxi. Pracovala na projektu divadla pro režiséra Maxe Reinhardta. Účastnila se soutěže na zahradnickou čtvrť Scharfberg a seznámila se s vídeňským osadnickým hnutím. Počátkem roku 1921 spolupracovala s Adolfem Loosem na projektu sídliště „Friedensstadt“ v Lainzer Tiergarten. Zůstali přáteli až do jeho smrti v roce 1933. S architektem Ernstem Eglim projektovala domy pro sídliště „Eden“ ve čtrnáctém vídeňském obvodu. Zabývala se otázkami bydlení a racionalizací hospodaření. Na toto téma napsala svůj první odborný článek.

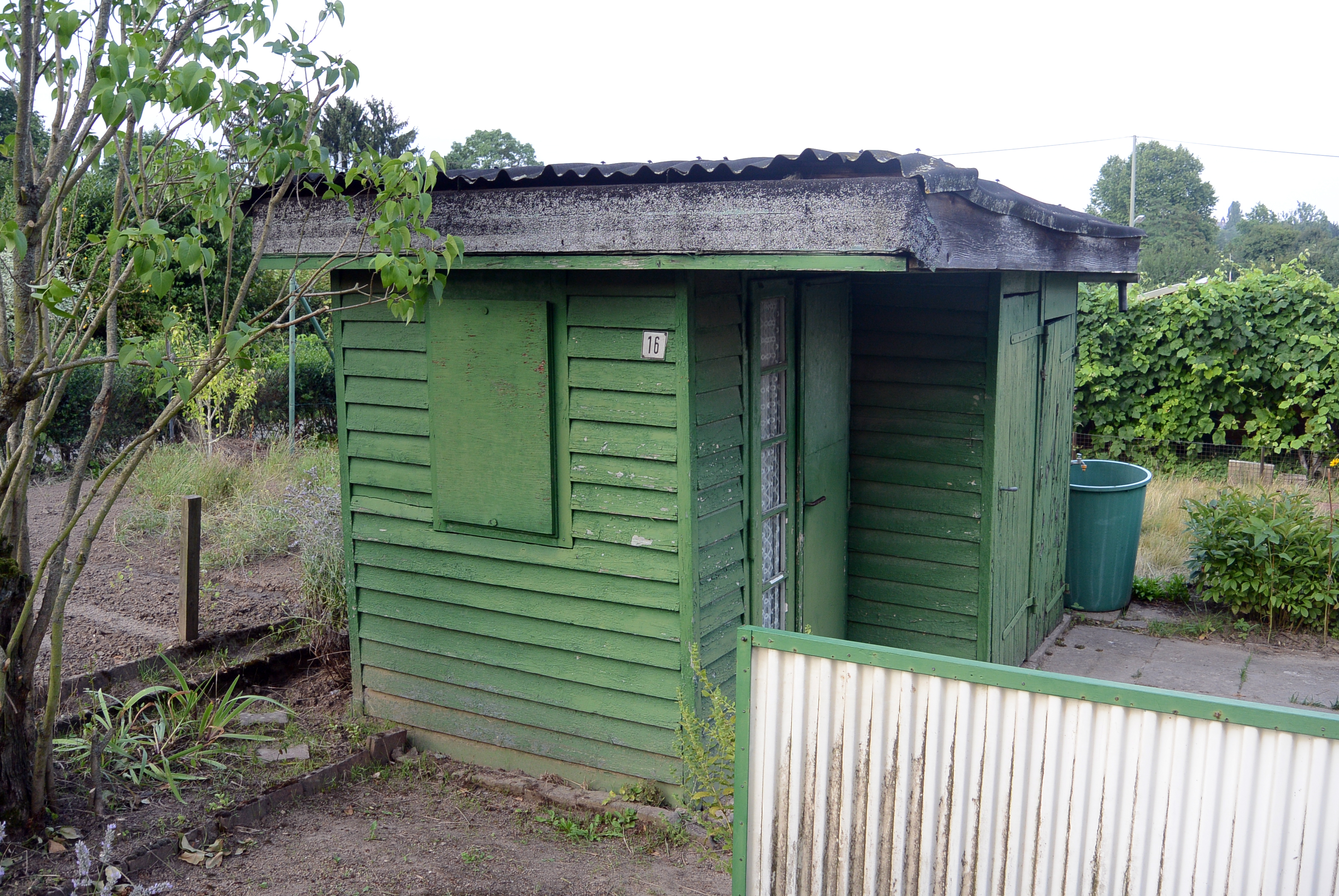
Zahradní dům ve Frankfurtu,1925 –1930

Od roku 1922 pracovala ve stavební kanceláři „Rakouského spolku pro osadní a přídělové zahrady“. Navrhla základní typy osadnických domů a založila poradenské centrum pro bytové zařízení. Při práci s architektem Loosem se seznámila s Ernstem Mayem a poznala prvky zahradních sídlišť anglických architektů, které používal. May v té době vedl stavební oddělení města Frankfurt nad Mohanem. V roce 1926 najal Margarete do oddělení typizovaných prvků do stavebního oddělení ve Frankfurtu nad Mohanem. Zde navrhla model kuchyně, která je považována za prototyp „moderně“ zařízené kuchyně. V několika variantách bylo instalováno na sídlištích „Nový Frankfurt“ celkem dvanáct tisíc kusů kuchyní.
Na stavebním úřadu se seznámila s kolegou Wilhelmem Schütte, za něhož se v roce 1927 provdala.
Pro vzorovou výstavní kolonii (Werkbundsiedlung) navrhla v roce 1932 dva řadové domy, každý o zastavěné ploše 35 m². Mezi třiceti dvěma autory sídliště byla jedinou architektkou.

### Moskva a Turecko
Ekonomická a politická situace ve Výmarské republice se zhoršovala. Proto se v roce 1930 přestěhoval Ernst May se svojí pracovní skupinou do Moskvy. Margarete Schütte-Lihotzky pracovala v týmu jako odbornice na mateřské školy a školní budovy. V rámci první sovětské pětiletky se skupina zapojila do realizace „velkolepých“ plánů výstavby měst na jižním Uralu. Příkladem se stalo město Magnitogorsk, z něhož byla realizována pouze čtvrtina. V roce 1932 zde byla podle návrhu Margarete Schütte-Lihotzky postavena mateřská školka.

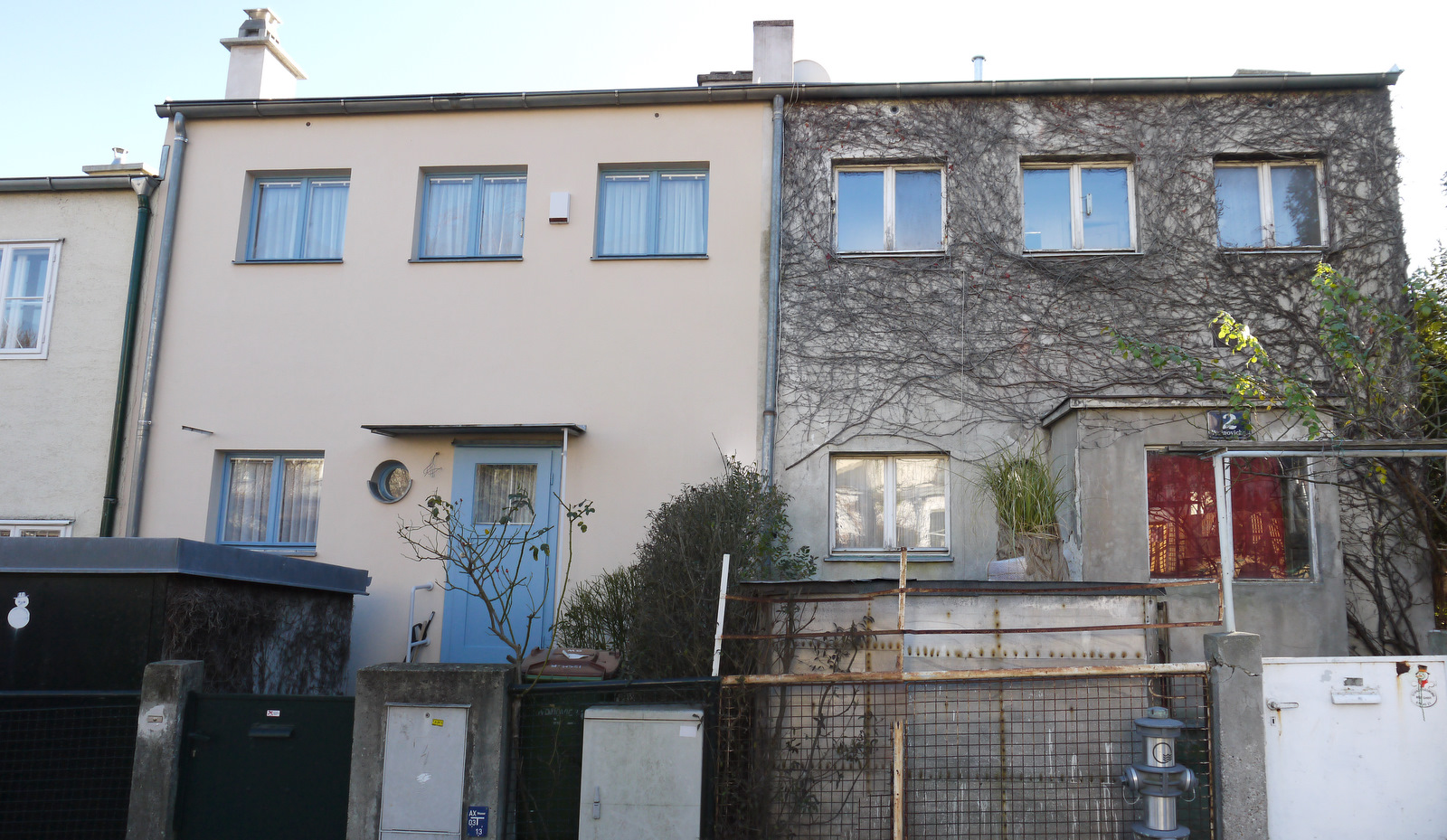
Výstavní kolonie Werkbundsiedlung 61, 62, Vídeň 1932

V roce 1933 se se svými plány a projekty zúčastnila Světové výstavy v Chicagu. Se svým manželem podnikla v roce 1934 studijní a přednáškové cesty do Japonska a Číny. Mezi lety 1934–1936 pracovala v Moskevském architektonickém institutu. Navrhovala zde především dětský nábytek. V srpnu 1937 odjeli manželé z Moskvy do Londýna, Paříže a následně do Istanbulu. V roce 1938 zde získali možnost učit a pracovat na Akademii výtvarných umění. Margarete Schütte-Lihotzky na akademii navrhla mimo jiné typové projekty pro vesnické školy a přístavbu lycea v Ankaře. V Istanbulu se setkali s mnoha odbojáři v exilu, jako byli hudebníci Béla Bartók, Paul Hindemith nebo architekt Herbert Eichholzer.

### Období odporu proti nacismu
Události v Evropě v roce 1939 umocnily její politickou angažovanost. Vstoupila do Komunistické strany Rakouska (KPÖ) a v prosinci 1940 odcestovala do Vídně. Chtěla navázat kontakt s rakouským komunistickým hnutím odporu. Jen několik týdnů po svém příjezdu však byla po zradě informátora zatčena gestapem, obviněna z velezrady a dne 9. září 1942 odsouzena k trestu smrti. Později jí byl trest změněn na patnáct let vězení. Byla převezena do ženské věznice v bavorském Aichachu, kde byla v dubnu 1945 osvobozena americkou armádou. Margarete Schütte-Lihotzky si dopisovala s manželem, který zůstal v Istanbulu, během vyšetřovací vazby i později z vězení v Aichachu. Korespondenci vyřizovala její sestra ve Vídni. Téměř všechny dopisy se zachovaly a po válce byly zveřejněny. Objevil se i dopis tureckého ministerstva školství ze 4. května 1942 pro Margarete Schütte-Lihotzky, který její právník tehdy předal soudu. V dopise byla architektka žádána o projektování a výstavbu odborných škol v Turecku. Snad právě tento dopis ji zachránil před trestem smrti. Je však sporné, zda je dopis pravý, nebo jde o padělek napsaný jejím manželem, který ji chtěl zachránit.

### Poválečné období
Po válce pracovala Margarete Schütte-Lihotzky nejprve v Sofii, v Bulharsku. V roce 1947 se s manželem vrátili do Vídně, ale architektka vzhledem k svému komunistickému přesvědčení nedostávala téměř žádné zakázky. Vídeňská sociální demokracie byla v té době přísně antikomunistická. Kolem roku 1950 navrhla dvě veřejné budovy. Jedna z nich – mateřská škola na Kapaunplatz ve dvacátém vídeňském obvodě, se stala památkově chráněným objektem.
V roce 1951 se rozvedla. Připravovala výstavy, pracovala na soukromých zakázkách pro mezinárodní organizace nebo pro ženské a mírové hnutí. Vydávala se na studijní pobyty. Pracovala jako novinářka a působila jako konzultantka pro Čínu, NDR a Kubu.
V roce 1948 se konala v hlavním městě Rakouska výstava Vídeň 1848, jako připomenutí stého výročí revoluce 1848–1849. Margarete Schütte-Lihotzky tvořila spolu s Victorem Theodorem Slamou, Walterem Harnischem a Hansem Fabiganem pracovní skupinu umělců, kteří byli zodpovědní za organizaci a výtvarné řešení výstavy. Starosta Theodor Körner ve svém projevu při zahájení výstavy jim poděkoval za jejich práci.
V letech 1954 až 1956 projektovala společně s bývalým manželem Wilhelmem Schüttem, Fritzem Weberem a Karlem Ederem pro KPÖ nakladatelství Globus na vídeňském náměstí Höchstädtplatz ve dvacátém obvodu. Navrhla také tiskárnu Volkshaus v Klagenfurtu. Budova se stala také památkově chráněným objektem. V letech 1961 až 1963 projektovala další mateřskou školu v ulici Rinnböckstraße v jedenáctém obvodě ve Vídni.
V šedesátých letech navrhla rekreační dům pro rodinu své sestry v Radstadtu (Bürgerbergstraße 3), v Salcbursku. Od té doby zde trávila letní měsíce. Mezi místními obyvateli byla známa svou pozorností a zájmem o politické dění a design. Účastnila se akcí v Krajském kulturním centru v Radstadtu. Byla zde instalována stálá výstava fotografií o jejím životě.

### Osmdesátá a devadesátá léta
Rakousko ocenilo její práci s velkým zpožděním. V roce 1980 obdržela Cenu města Vídně za architekturu. V roce 1985 vyšlo první vydání jejích „memoárů z odboje“. Následovaly další ceny. V roce 1988 odmítla čestnou medaili za umění, kterou jí udělil prezident Kurt Waldheim, s ohledem na jeho minulost. Ocenění převzala až v roce 1992 od jeho nástupce Thomase Klestila.

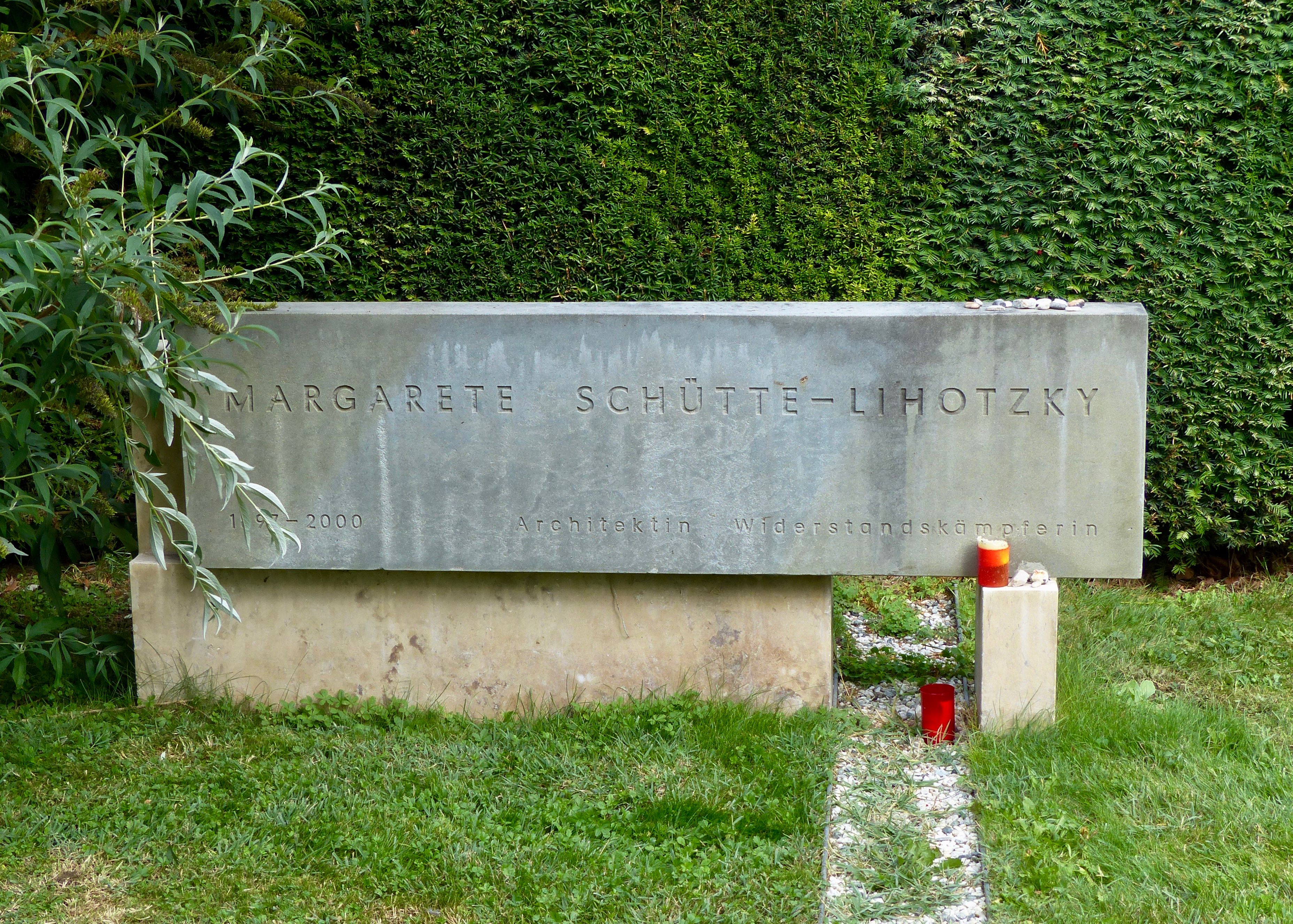
Náhrobek Margarete Schütte-Lihotzky na vídeňském ústředním hřbitově

V roce 1993 se uskutečnila první výstava, mapující její celoživotní tvorbu. Konala se v Uměleckoprůmyslovém muzeu ve Vídni pod názvem „Margarete Schütte-Lihotzky – sociální architektura – svědek století“. K výstavě byl vydán také stejnojmenný katalog.
V roce 1995 Margarete Schütte-Lihotzky spolu s dalšími odbojáři, kteří byli za nacistického režimu perzekvováni a vězněni, podala stížnost na Jörga Haidera u vídeňského obchodního soudu, za bagatelizující výroky o nacistických koncentračních táborech, které označil za „trestní tábory“.
Během oslavy svých stých narozenin v roce 1997 obdržela Čestný prsten města Vídně. Zemřela ve Vídni 18. ledna 2000 před svými sto třetími narozeninami. Byla pohřbena na vídeňském ústředním hřbitově (skupina 33 G, číslo 28).
Při zpracování její pozůstalosti byl nalezen nepublikovaný rukopis. Text byl vydán v roce 2004 jako kniha s názvem „Proč jsem se stala architektkou“. Na žádost architektky byla celá její pozůstalost předána do archivu Univerzity užitého umění (Universität für angewandte Kunst) ve Vídni pro studijní účely.

## Ocenění
- 1985 – Medaile Johanna Josepha Rittera von Prechtla udělená Technickou univerzitou Vídeň
- 1992 – Čestný odznak Za vědu a umění, 1988
- 1997 – Čestný doktorát technických věd Univerzity v Innsbrucku
- 1997 – Velká čestná dekorace ve zlatě s hvězdou za zásluhy v Rakouské republice
- 2013 – Margarete-Schütte-Lihotzky-Strasse, Schwabing-Freimann v Mnichově [10]

Na její počest pojmenoval magistrát města Radstadtu v roce 1997 náměstí Margarete-Schütte-Lihotzky-Platz. V roce 2001 byl po ní pojmenován park Schütte-Lihotzky-Park v pátém obvodě ve Vídni, Margarete-Schütte-Lihotzky-Hof ve vídeňském obvodě Floridsdorfu a v roce 2013 pak Schütte-Lihotzky-Weg. Technická univerzita ve Vídni pojmenovala po novátorské architektce přednáškový sál Schütte-Lihotzky.

## Stavby (výběr)
- Sídliště válečných invalidů „Lainzer Tiergarten“ (společně s Adolfem Loosem), Hermesstrasse 1 – 77, 85 – 89, Vídeň, 1921[13]
- Sídliště „Heuberg“, Röntgengasse, Vídeň, 1921
- Sídliště „Eden“ (společně s E. Egli), Edenstrasse, Vídeň, 1921 – 1922
- Dům Schlesinger, Fasangartenstrasse, Vídeň, 1923
- Obytný blok města Vídně „Otto Haas Hof“ ( A. Loos, F. Schuster, K. Dirnhuber), Pasettistrasse 47 – 61, Durchlaufstrasse 19, Winarskystrasse 18, Vídeň, 1924 – 1926[14]
- Centrální prádelna a škola, Frankfurt nad Mohanem– Praunheim, 1926–1929
- Dvojdům ve výstavní kolonii (Werkbundsiedlung 61, 62), Woinovichgasse 2, 4, Vídeň, 1932
- Předmostí Karaköy (společně W. Schütte), Istanbul, 1938
- Rodinný dům Hanakam, Radstadt, 1947
- Korutanské lidové nakladatelství (s. F. Weber), Klagenfurt, 1948
- Památník odbojářů (s. W. Schütte, F. Cremer) Zentralfriedhof, Vídeň, 1948
- Obytný blok Barthgasse 5 – 7, (s. W. Schütte), Vídeň, 1949 – 1950[15]
- Rodinný dům Schinagl (s. W. Schütte), Vídeň, 1950
- Památník na Bahnhofsplatz, (s. F. Cremer), Knittelfeld, 1950
- Prodejna aut (IFA-Fahrzeuge), Schubertring, Vídeň (1951, zbořeno)
- Mateřská škola „Friedrich Wilhelm Fröbel“, Kapaunplatz, Vídeň, 1952
- Dětský dům, Mathias Corvinusstrasse 2, Herzogenburgerstrasse 65, St. Pölten, 1953
- Tiskárna a nakladatelství „Globus“ (s. W. Schütte), Höchstädtplatz 3, Meldemannstrasse 12, Vídeň, 1953 – 1956
- Obytný dům, Schüttelstrasse 3, Helenengasse, Vídeň, 1956 – 1959
- Mateřská škola, Rinnböckstrasse 47, Vídeň, 1961 – 63[16]

### Odborné texty (výběr)
- Racionalizace v domácnosti. In: Nový Frankfurt. Číslo 5, s. 120–123. Frankfurt 1927.
- Úspora práce v domácnosti díky nové bytové výstavbě In: Pro staveniště a dílnu. Komunikace z Württemberského poradenského centra pro stavebnictví . Svazek 22 (1927), č. 8, s. 45-48.
- Vzpomínky na odboj 1938-1945. Lidé a svět, Berlín 1985. Nové vydání: Vzpomínky z odboje: Militantní život architekty z let 1938-1945. Promedia, Vídeň.
- Proč jsem se stala architektkou. Residence, Salzburg 2004.
- Čínská megaměsta: obrázky a cestovní deník architektky, (1958).Editovala Karin Zogmayer. Springer, Vídeň 2007.